# Diode à effet tunnel
 (septembre 2016).
Si vous disposez d'ouvrages ou d'articles de référence ou si vous connaissez des sites web de qualité traitant du thème abordé ici, merci de compléter l'article en donnant les références utiles à sa vérifiabilité et en les liant à la section « Notes et références ».

Symbole d'une diode tunnel.

Une diode à effet tunnel, ou diode Esaki est un dipôle électrique semi-conducteur qui présente une région de résistance négative dans sa courbe caractéristique, causé par un effet tunnel à travers sa jonction PN.

## Technologie

Courbe caractéristique de la diode tunnel. Entre les tensions V1 et V2, la diode a une résistance différentielle négative.

La différence entre une diode classique et une diode tunnel est la suivante :
Diode classiqueréalisée avec des semi-conducteurs, la conduction se produit si la jonction PN est polarisée positivement, et s'arrête dès que la polarisation devient négative. La conduction étant bloquée jusqu'à la tension de claquage de la diode lors d'une polarisation négative (dans cette zone une diode classique est détruite).
Diode tunnelle dopage des couches P et N est si important que la tension de claquage est égale à zéro volt (contre une tension qui peut atteindre plusieurs centaines de volts pour une diode classique). Cette diode conduit donc en inverse (polarisée négativement), mais lors de son utilisation en direct (sens positif), l'effet tunnel se produit donnant à la caractéristique de cette diode une zone où l’augmentation de la tension aux bornes de la diode entraîne une diminution du courant la traversant. Cela correspondant à une résistance négative. Cette résistance dynamique négative peut être employée pour réaliser une version semi-conducteur de l'oscillateur dynatron qui utilise normalement une tétrode, un type de tube électronique.

## Applications
Lors de sa découverte, la diode tunnel offrait de grandes perspectives dans le domaine des oscillateurs UHF / SHF (Ultra / Super Hautes Fréquences), par exemple dans les fours à micro-ondes ; cependant, depuis, les progrès des semi-conducteurs classiques permettent à ceux-ci de dépasser la diode tunnel avec les techniques conventionnelles.
L'intégration d'une diode à effet tunnel dans une diode laser peut améliorer les performances du laser. On parle alors de jonction tunnel.